# القمة الخليجية 2012 (المنامة)
قمة مجلس التعاون الخليجي 2012 أو القمة الخليجية 33 عقدت في يوم الاثنين 24 ديسمبر 2012 في منطقة الصخير بمملكة البحرين. برئاسة صاحب الجلالة الملك حمد بن عيسى ال خليفة ملك مملكة البحرين.  

## القادة المشاركين

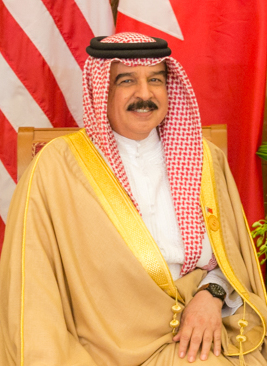
مملكة البحرين صاحب الجلالة الملك حمد بن عيسى آل خليفة ملك مملكة البحرين (رئيس القمة)
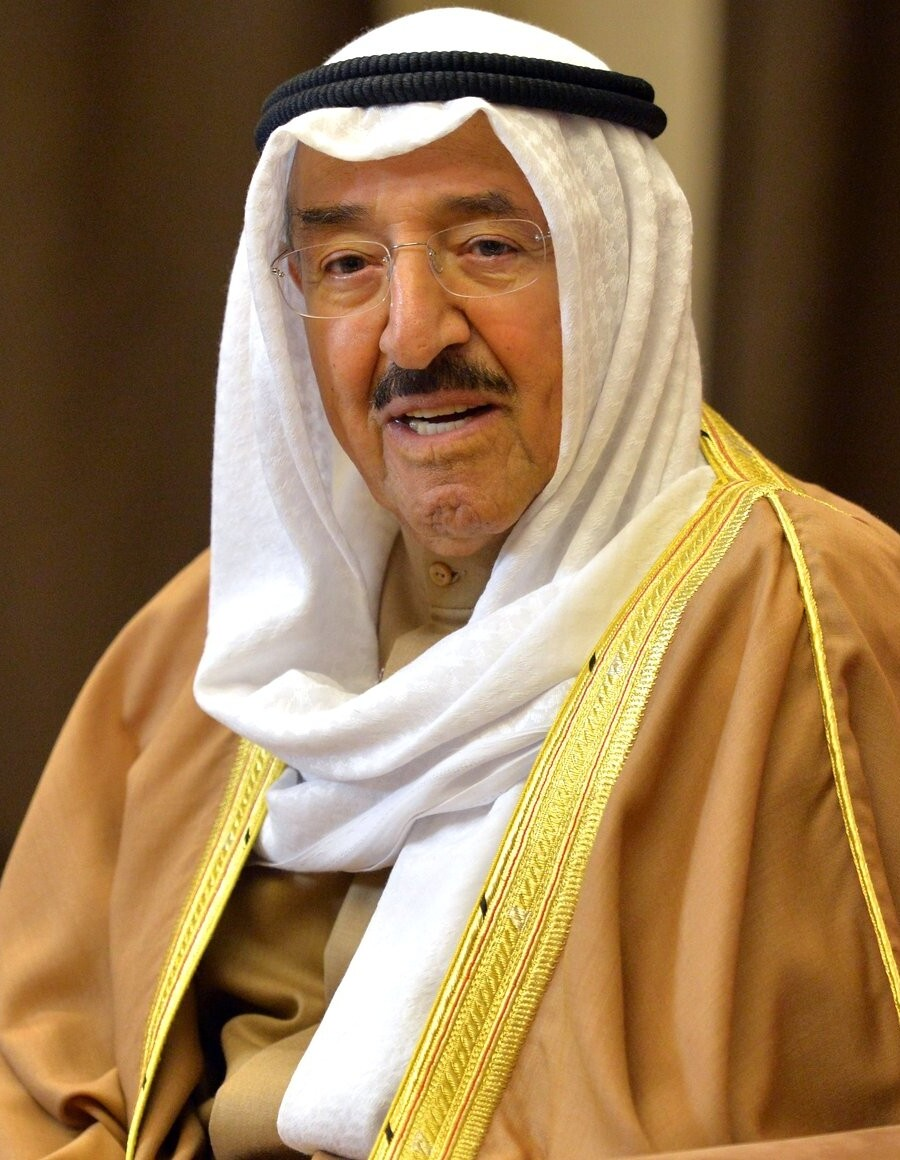
دولة الكويت صاحب السمو الشيخ صباح الأحمد الجابر الصباح أمير دولة الكويت
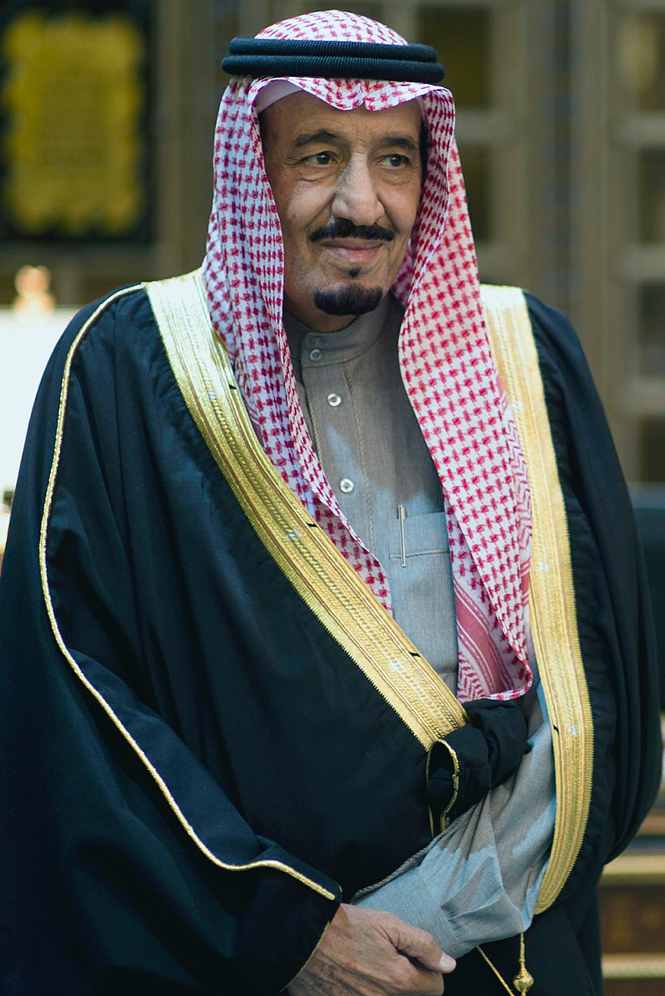
المملكة العربية السعودية صاحب السمو الملكي الأمير سلمان بن عبدالعزيز آل سعود ولي العهد
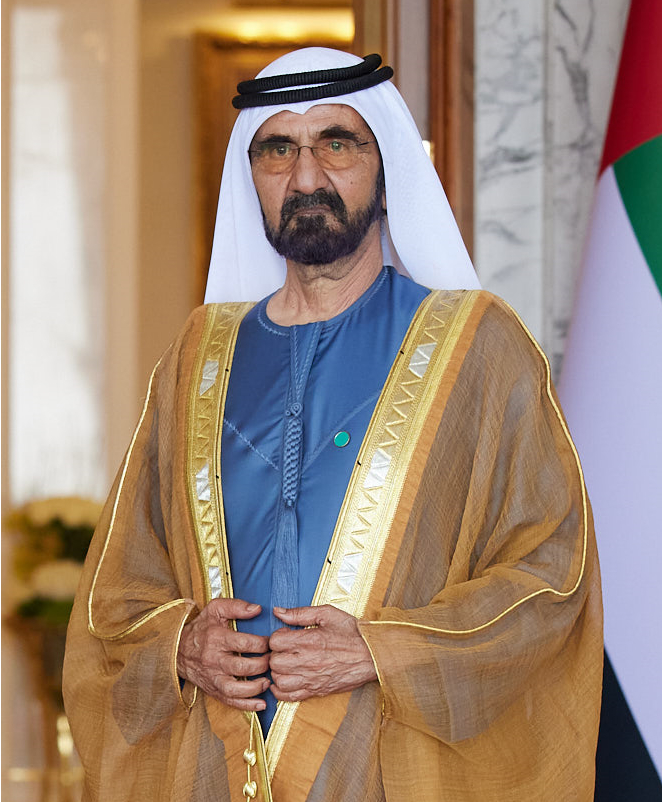
دولة الإمارات العربية المتحدة صاحب السمو الشيخ محمد بن راشد آل مكتوم حاكم دبي
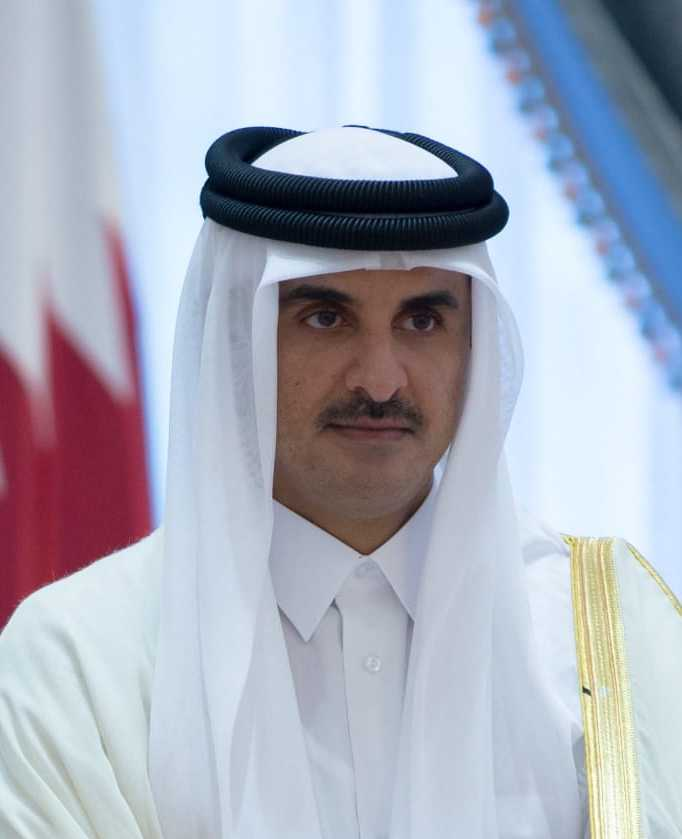
دولة قطر سمو الشيخ تميم بن حمد آل ثاني ولي عهد دولة قطر
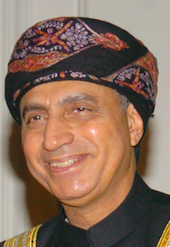
سلطنة عمان صاحب السمو السيد فهد بن محمود آل سعيد نائب رئيس الوزراء لشؤون مجلس الوزراء
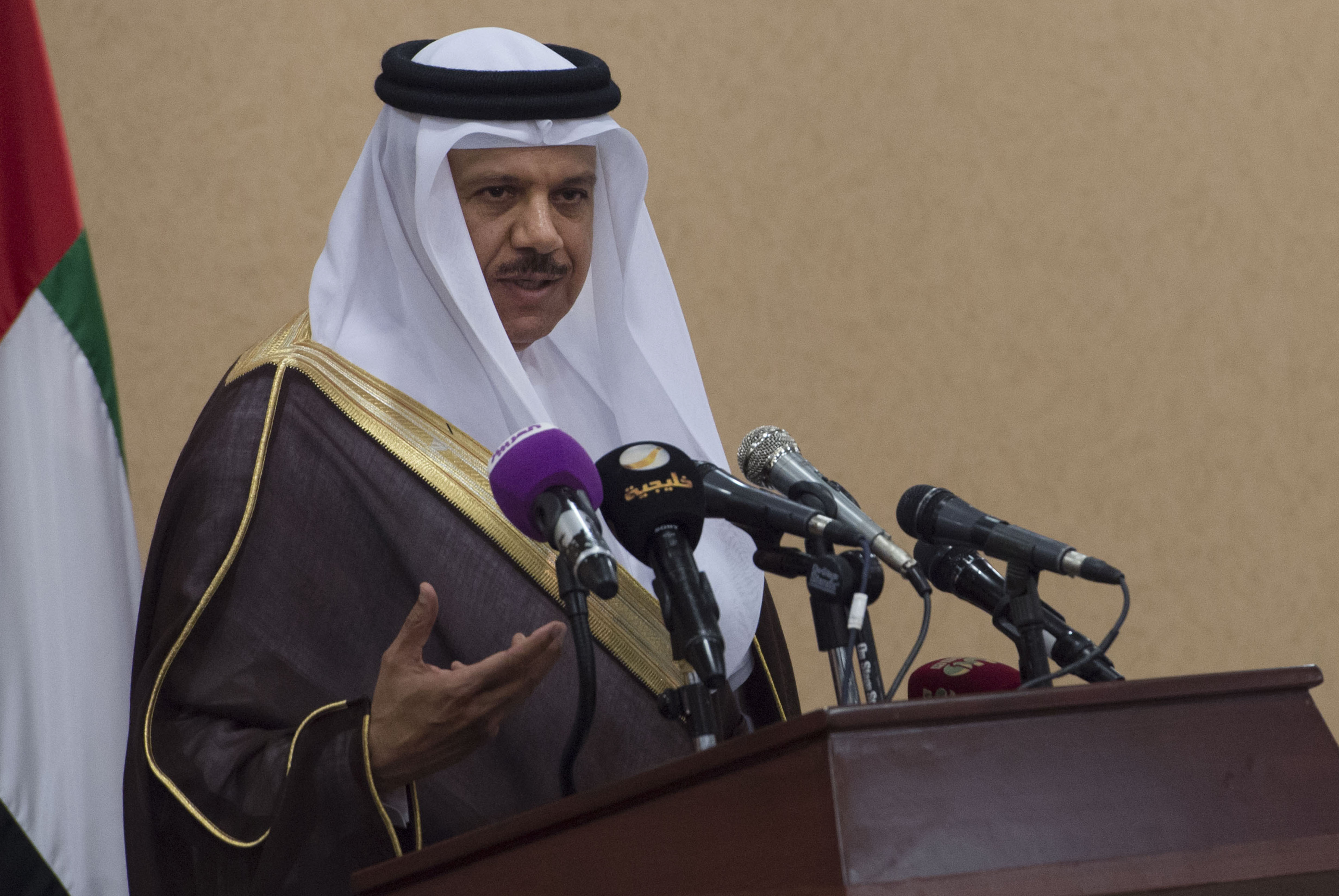
الأمانة العامة لمجلس التعاون الخليجي معالي الدكتور عبداللطيف بن راشد الزياني أمين عام مجلس التعاون لدول الخليج العربية